# Seat Leon Eurocup

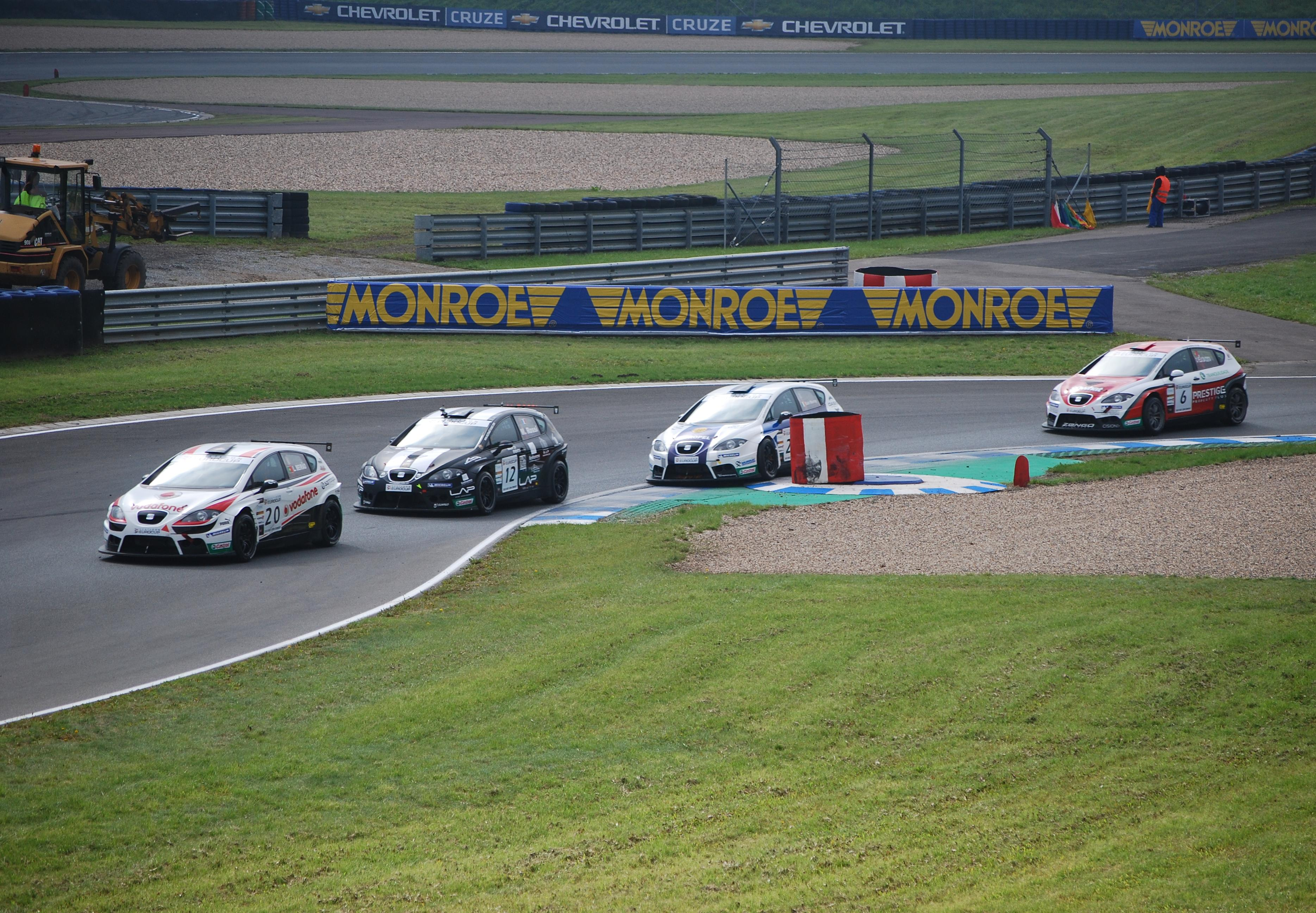
Ein Ausschnitt des Seat Leon Eurocups in Oschersleben 2010

Der Seat Leon Eurocup war eine Tourenwagenrennserie, die im Rahmen der WTCC stattfand. Beim Seat Leon Eurocup fuhr Seat lediglich mit dem Modell Leon. Die Fahrzeuge wurden von Seat Sport geführt.
Der Eurocup wurde zum ersten Mal im Jahr 2008 auf dem Circuit Ricardo Tormo in Valencia durchgeführt.

## Autos
Alle Fahrer fuhren einen Seat Leon, welcher einen Frontantrieb nutzte. Die Wagen waren mit einem Vierzylindermotor mit 221 kW ausgestattet. Alle Teams nutzten Pirelli-Reifen.

## Ablauf
Ein Rennwochenende des Seat Leon Eurocups bestand aus 2 Rennen, welche bis zu einer halben Stunde dauern konnten. Am Freitag ein freies Training mit einer Dauer von einer halben Stunde. Das Qualifying, welches am Samstag stattfand, dauerte ebenfalls eine halbe Stunde. Diese Klassifizierung bestimmte die Startaufstellung des ersten Rennens, wobei die Startaufstellung des zweiten Rennens nach dem Ergebnis des ersten Rennens ausgemacht wurde.

## Sieger
| Saison    | Fahrer             |                    |
| --------- | ------------------ | ------------------ |
| 2008      | Oscar Nogués       |                    |
| 2009      | Norbert Michelisz  |                    |
| 2010      | Gábor Wéber        |                    |
| 2011–2013 | Nicht Durchgeführt | Nicht Durchgeführt |
| 2014      | Pol Rosell         |                    |
| 2015      | Pol Rosell         |                    |
| 2016      | Niels Langeveld    |                    |